# Philippe Leroy (színművész)
Philippe Leroy, született Leroy-Beaulieu (Párizs, 1930. október 15. – Róma, 2024. június 1.) francia filmszínész. Színészi karrierjének kezdete óta több mint százötven filmben szerepelt, leginkább olasz és francia filmekben. Lánya, Philippine Leroy-Beaulieu szintén színész.

## Életrajza
Szülővárosában jogot hallgatott, majd 1947-ben kabinos fiúnak állt egy transzatlanti hajójáraton, ám New Yorkba érve elhagyta a hajót, és az Egyesült Államokban maradt egy évig. 1954-ben csatlakozott a Francia Idegenlégióhoz, amelynek kötelékén belül Indokínában, majd 1958-ban Algériában ejtőernyős tisztként harcolt. Leszerelése után többféle munkában is kipróbálta magát, míg nem 
Jacques Becker felfigyelt színészi tehetségére és szerepet adott neki Az odú  című, 1960-ban forgatott filmjében.
Két alkalommal is kitüntették a Francia Köztársaság Becsületrendjével. Az 1960-as évek óta Olaszországban élt és dolgozott.
Legnagyobb sikereit Leonardo da Vinci megformálásával aratta, a Leonardo da Vinci élete című minisorozatban, valamint Yanez De Gomera szerepével, a Sandokan című filmsorozatban és mozifilmben.
2024. június 1-én halt meg Rómában, 93 éves korában.

## Válogatott filmográfia

### Tévésorozatok
| Bemutató  | Cím              | Magyar cím | Szerep | Magyar hang  | Epizódszám |
| 2000–     | Don Matteo       | Don Matteo | püspök |              | 7          |
| 1997      | Noi siamo angeli | Őrangyalok | Duval  | Áron László  | 1          |
| 1984–1987 | T.I.R.           | T.I.R.     | Orazio | Rajhona Ádám | 10         |

### Minisorozatok
| Bemutató | Cím                          | Magyar cím              | Szerep            | Magyar hang    | Rendező            |
| 2003     | Frank Riva                   | Frank Riva              | Norbert Loggia    |                | Patrick Jamain     |
| 1987     | L'isola del tesoro           | Kincses sziget az űrben | Squire Tralawny   | Gruber Hugó    | Antonio Margheriti |
| 1976     | Sandokan                     | Sandokan                | Yanez de Gomera   | Perlaki István | Sergio Sollima     |
| 1971     | La vita di Leonardo da Vinci | Leonardo da Vinci élete | Leonardo da Vinci | Kovács István  | Renato Castellani  |

### Tévéfilmek
| Bemutató | Cím                                             | Magyar cím                            | Szerep                       | Magyar hang   | Rendező          |
| 2005     | San Pietro                                      | Péter, a kőszikla                     | Gammáel                      | Kristóf Tibor | Giulio Base      |
| 2005     | La bambina dalle mani sporche                   | A piszkos kezű kislány                | Ciutti                       |               | Renzo Martinelli |
| 2004     | Don Gnocchi - L'angelo dei bimbi                | Don Gnocchi, az irgalom atyja         | XII. Piusz pápa              |               | Renzo Martinelli |
| 2003     | Valentine                                       | Valentine                             | Jacques                      |               | Eric Summer      |
| 1998     | Ritornare a volare                              | Második esély                         | Az obszervatórium igazgatója |               | Ruggero Miti     |
| 1995     | Moses                                           | Mózes                                 | Tuntmin                      |               | Roger Young      |
| 1994     | Lie Down with Lions                             | Vörös sas                             | Dolohov                      |               | Jim Goddard      |
| 1992     | Due vite, un destino                            | Az utolsó megbízatás                  | Lamberti                     | Rajhona Ádám  | Romolo Guerrieri |
| 1977     | La tigre è ancora viva: Sandokan alla riscossa! | A tigris még él - Sandokan, a felkelő | Yanez de Gomera              |               | Sergio Sollima   |

### Mozifilmek
| Bemutató | Cím                                               | Magyar cím                      | Szerep                          | Magyar hang                                                                     | Rendező                    |
| 2011     | La strada di Paolo                                | Paolo útja                      | Lucio                           |                                                                                 | Salvatore Nocita           |
| 2009     | Le premier cercle                                 | A belső kör                     | Halami                          |                                                                                 | Laurent Tuel               |
| 2007     | La terza madre                                    | Könnyek anyja                   | Guglielmo De Witt               |                                                                                 | Dario Argento              |
| 2004     | Le cou de la girafe                               | A zsiráf nyaka                  | Maxime                          |                                                                                 | Safy Nebbou                |
| 2003     | Piazza delle cinque lune                          | Az Aldo Moro-ügy                | csapos                          |                                                                                 | Renzo Martinelli           |
| 2000     | La ville est tranquille                           | A nyugodt város                 | René                            | Kristóf Tibor                                                                   | Robert Guédiguian          |
| 1996     | In Love and War                                   | Szerelemben, háborúban          | Sergio Caracciolo báró          | Végh Ferenc                                                                     | Richard Attenborough       |
| 1994     | Mario und der Zauberer                            | Mario és a varázsló             | Graziano                        |                                                                                 | Klaus Maria Brandauer      |
| 1992     | Le retour de Casanova                             | Casanova visszatér              | követ                           | Gruber Hugó (1. magyar változat) Nem szerepel a hangsávban (2. magyar változat) | Edouard Niermans           |
| 1991     | Netchaïev est de retour                           | Nyecsajev visszatér             | Luis Perez                      |                                                                                 | Jacques Deray              |
| 1990     | Nikita                                            | Nikita                          | Grossman                        | Gruber Hugó                                                                     | Luc Besson                 |
| 1990     | The Man Inside                                    | A nyomozóriporter               | Borges                          | Várkonyi András                                                                 | Bobby Roth                 |
| 1989     | Deux                                              | Ketten                          | M. Muller                       |                                                                                 | Claude Zidi                |
| 1986     | Un homme et une femme, 20 ans déjà                | Egy férfi és egy nő 20 év múlva | Thevenin professzor             |                                                                                 | Claude Lelouch             |
| 1985     | The Berlin Affair                                 | Tiltott szenvedélyek            | Herbert Gessler                 |                                                                                 | Liliana Cavani             |
| 1983     | State buoni... se potete                          | Legyetek jók, ha tudtok         | Loyolai Ignác                   | Mécs Károly                                                                     | Luigi Magni                |
| 1981     | Il tango della gelosia                            | A féltékenység tangója          | Giulio Lovanelli herceg         | Láng József (1. magyar változat) Háda János (2. magyar változat)                | Steno                      |
| 1980     | Qua la mano                                       | Táncoslábú tiszteletes          | pápa                            | Velenczey István                                                                | Pasquale Festa Campanile   |
| 1979     | Courage fuyons                                    | Bátorság, fussunk!              | Eric Sylvain de Chalamond       | Bárány Frigyes                                                                  | Yves Robert                |
| 1977     | Mannaja                                           | Mannaja                         | McGowan                         |                                                                                 | Sergio Martino             |
| 1977     | Il gatto                                          | A macska rejtélyes halála       | Don Pezzolla, a pap             |                                                                                 | Luigi Comencini            |
| 1977     | Al di là del bene e del male                      | Túl jón és rosszon              | Peter Gast                      | Liliana Cavani                                                                  |                            |
| 1976     | Il soldato di ventura                             | Zsoldoskatona                   | Charles La Motte, francia lovag | Mécs Károly (1. magyar változat) Nem szerepel a hangsávban (2. magyar változat) | Pasquale Festa Campanile   |
| 1976     | La linea del fiume                                | A folyó vonala                  | Di Giacomino atya               | Sinkovits Imre                                                                  | Pasquale Festa Campanile   |
| 1975     | Libera, amore mio...                              | Libera, szerelmem               | Franco Testa                    | Horváth Sándor                                                                  | Mauro Bolognini            |
| 1974     | Il portiere di notte                              | Az éjszakai portás              | Klaus                           |                                                                                 | Liliana Cavani             |
| 1971     | Stanza 17-17 palazzo delle tasse, ufficio imposte | Adós, fizess!                   | Romolo 'Sartana' Moretti        | Kassai Károly                                                                   | Michele Lupo               |
| 1968     | Buona Sera, Mrs. Campbell                         | Jó estét, Mrs. Campbell!        | Vittorio                        | Tordy Géza (1. magyar változat) Tahi Tóth László (2. magyar változat)           | Melvin Frank               |
| 1968     | La notte è fatta per... rubare                    | Az éjszaka rablásra való        | George                          |                                                                                 | Giorgio Capitani           |
| 1966     | Delitto quasi perfetto                            | A bűntény majdnem sikerült      | Paolo Respighi                  | Bárány Frigyes                                                                  | Mario Camerini             |
| 1966     | Una vergine per il principe                       | Szüzet a hercegnek!             | Ippolito                        | Bárány Frigyes                                                                  | Pasquale Festa Campanile   |
| 1966     | Lo scandalo                                       | Botrány                         | David                           |                                                                                 | Anna Gobbi                 |
| 1966     | Che notte ragazzi!                                | Zürzavar a Park Hotelban        | Tony                            |                                                                                 | Giorgio Capitani           |
| 1965     | La mandragola                                     | Mandragóra                      | Callimaco                       | Kovács István (2. magyar változat)                                              | Pasquale Festa Campanile   |
| 1965     | 7 uomini d'oro                                    | A hét aranyember                | Albert, a professzor            |                                                                                 | Marco Vicario              |
| 1964     | Une femme mariée                                  | Egy férjes asszony              | Pierre, a férj                  | Fenyő Ervin                                                                     | Jean-Luc Godard            |
| 1964     | Frenesia dell'estate                              | Nyári bolondságok               | Manolo                          | Mécs Károly                                                                     | Luigi Zampa                |
| 1964     | Llanto por un bandido                             | Banditasirató                   | Pedro Sánchez                   | Kristóf Tibor (1. magyar változat) Dörner György (2. magyar változat)           | Carlos Saura               |
| 1964     | Amore in 4 dimensioni                             | Három szerelem                  | Franco Lampredi                 | Ujréti László                                                                   | Mino Guerrini Massimo Mida |
| 1963     | 55 Days at Peking                                 | 55 nap Pekingben                | Julliard                        |                                                                                 | Nicholas Ray               |
| 1960     | Le trou                                           | Az odú                          | Manu Borelli                    |                                                                                 | Jacques Becker             |

## További információ
- Philippe Leroy a PORT.hu-n (magyarul)
- Philippe Leroy az Internetes Szinkronadatbázisban (magyarul)
- Philippe Leroy az Internet Movie Database-ben (angolul)
- Philippe Leroy a Rotten Tomatoeson (angolul)
- Philippe Leroy az AlloCiné weboldalán (franciául)
- Philippe Leroy Profile. Famousfix.com. (Hozzáférés: 2023. január 31.)